# Регионален природонаучен музей (Пловдив)
Регионалният природонаучен музей е най-големият музей в Пловдив.
На 8 май 1960 г. се открива първата научно и художествено подредена експозиция, посветена на българската флора, фауна и геология. В нея са застъпени разделите „Еволюция на организмите и неживата природа“, „Растения“, „Безгръбначни животни“ и „Гръбначни животни – риби, земноводни, влечуги, птици и бозайници“. Дадено е едно начало за бъдещото развитие на музей. През 1970 – 1971 година се изграждат научните фондове към музея с раздели: Геология, Ботаника, Зоология на безгръбначните животни и зоология на Гръбначните животни. За първи път се изгражда помещение за библиотека към музея, оборудвана с рафтове и шкафове, с цел разделяне литературата по раздели.
През 1974 г., в резултат на огромната научноизследователска работа на колектива при музея и издигането на музея на по-високо научно ниво, музейната експозиция се обогати с нови раздели: „Минерали от Родопския масив“ и цялостна реконструкция и художествено оформление на експозицията в зала „Геология“, „Наши ядливи и отровни гъби“, „Защитени природни обекти и растения в Пловдивски край“ и ново художествено оформление в зала „Ботаника“; изграждане на централна витрина в зала „Безгръбначни животни“ с нови екзотични миди, охлюви, корали, гъби и др.

## История
През 1951 г. идеята за създаването на природонаучен музей в Пловдив е дадена от Изпълкома на Градски народен съвет. Причината за това е, че колекциите и сбирките на педагогически музей към закрития през 1949 г. френския колеж „Св. Августин“ са изоставени на произвола, непрестанно се рушат и голяма част от експонатите са унищожени или дълбоко повредени. И съвсем основателно Градският народен съвет в Пловдив решава през 1952 г. въз основа на създадените колекции и сбирки от минерали, фосили, животни, растения и други природни материали, да се принесат в сградата на бившата община, определена за изграждането на Природонаучен музей.
Но още при нанасянето се установява, че голяма част от поставените етикети към Експонатите са загубени и трудно можело да се установи какви са и какъв е произходът им. През 1954 г. започва генерален ремонт на сградата за да се приспособи за музей. През време на ремонта се разработва експозиционен план, одобрен от Министерство на културата, събрани са доста материали от българската природа и започва подреждането на материалите по изготвения план в оформените за целта помещения.
Така на 5 септември 1955 г. се открива музеят като „Временна изложба на материали на бъдещ Природонаучен музей“, макар не напълно попълнен с материали и добро художествено оформление. Изложбата е имала голям успех и е била посетена от десетки хиляди пловдивчани и гости на града.
Поради липса на богат материал от българската природа се наложило за кратко време да бъдат събрани експонати за отделните раздели – геология, ботаника и зоология. Научно определени и изготвяне на нов тематико-експозиционен план, подчинен на голямото природно богатство, което съществува в нашия край. Започва се преустройство на сградата, изграждат се нови зали, преустройват се съществуващите помещения.
Преименуван на Регионален природонаучен музей от 2006 г.

## Експонати
На 8 май 1960 г. се открива първата научно и художествено подредена експозиция, подчинена на българската флора, фауна и геология. Музейната експозиция е с разгърната площ 750 м² и е била съставена от разделите „Еволюция на организмите и неживата природа“, „Растения“, „Безгръбначни животни“ и „Гръбначни животни“, разпределени в 6 основни зали: „Геология“, „Ботаника“, „Безгръбначни животни“, „Риби“, „Земноводни и влечуги“, „Птици“ и „Бозайници“. Тя е подредена в систематичен ред и в нея са включени допълнителни елементи като диорами, табла и схеми свързани основно с развитието на Земята и живата природа. Общият брой на показаните експонати е 4898, от които 673 минерали, скални образци и фосили, 400 растения, 2022 безгръбначни и 1803 гръбначни животни. 

### Раздели
В основните зали са изложени систематично подредени експонати от цял свят. Това са зали: „Минерали“, „Палеонтология“ (нова зала изградена през 2016 г.), „Ботаника“, „Безгръбначни“, „Риби“, „Земноводни и влечуги“, „Птици“ и „Бозайници“. Витрините са с разширен обем за да могат да пресъздадат максимално близо местообитанията на видовете.
В зала „Минерали“ са оформени няколко модула. Това са свойства на минералите, форма на кристалите, систематиката на минералите, скъпоценни и полускъпоценни минерали, минерали от Родопите, както и петрографски образци. В залата е изградена и витрина визуализираща фосфорицирането на някой минерали при облъчване с УВ светлина.
Зала „Ботаника“ представя систематика на растенията и някой модули с ядливи и отровни гъби. В нея е пресъздадено и вековно буково дърво, където посетителите имат възможност да преброят годишните му пръстени.
В зала „Безгръбначни“ под формата на препарирани екземпляри и цветни фотоси е показана пълната световна систематика на безгръбначните, като за клас Insecta са изложени представители на всички семейства срещащи се в България. Добавени са голямо количество нови видове, като всички насекоми и паякообразни са подновени. Тук акцент е изложбата на най-големите и атрактивни насекоми в света, включваща пеперудите от род Ornithoptera, включително и O. aleksandrae – най-големия вид пеперуда, най-големия бръмбар Titanus giganteus и други. В тази зала е изложен и стъклен кошер с живи пчели. В проект е изграждане на мравуняк с колония на мравки.
В зала „Земноводни и влечуги“ акцент е най-голямата препарирана змия в Европа – гиганската анаконда. Тя, заедно с почти триметровата моруна, изложена в тази зала, са напълно реставрирани. В модула с местните видове от херпетофауната експонатите са изложени в среда близка до тази, в която се срещат. Зала „Птици“ представя почти всички видове птици, които се срещат на територията на страната (280 вида). Всички те са подредени систематично, като са представени доколкото е възможно в местообитания близки до естествените им.
Зала „Бозайници“ е оформена с две отделни витрини: българска териофауна със 105 вида и чуждестранна с 28 вида. Тук интерес представляват най-голямата кафява мечка на балканския полуостров 2,45 височина, трофейния мъжки африкански лъв (конфискуван на границата през 2015 г.). През периода 2013 – 2016 са основно реставрирани всички препарирани животни от френския колеж, които са включени в новата експозиция (тигър, жираф, леопарди, пуми, маймуни и др.) Фоайето на музея е оформено от няколко различни модула (Фиг. 8). Дясната част показва интересни представители на птиците и бозайниците от времето на френския колеж, лявата част пресъздава изкуствена пещера с разположен в нея автентичен скелет на пещерна мечка (извадена и сглобена през 2014 година от пещера „Водната“ близо до гр. Девин) и фосилни образци. Средата на фоайето е оформено с две диорами, които показват поречието на река Марица (с емблематичното местообитание на нощувката на малкия корморан Phalacrocorax pygmeus близо до града) и тропическа джунгла с най-пъстроцветните представители на екваториалния и субекваториален климатичен пояс. Всички експонати са предварително реставрирани.
Живата експозиция е оформена като изкуствена пещера с няколко галерии, в която са разположени животните. Представена е от терариум с неотровни видове земноводни, влечуги и безгръбначни, сладководен и морски аквариум. Силен интерес привлича най-богатия във видово разнообразие аквариум в страната с над 230 сладководни вида риби от цял свят и над 40 вида водни растения разположени в 12 нови големи аквариуми. Има и обособен сектор с над 20 вида сладководни български вида риби. Соленоводните аквариуми са представени от един коралов, три средиземноморски със сепии, октоподи и други атрактивни за средиземно море риби и безгръбначни, и два с черноморски видове риби. Акцент в терариума е дарения през 2015 г. 2,5 метов нилски крокодил и двата близо петметрови бирмански питона.
Цялата нова експозиция е силно обвързана с мултимедийни и интерактивни модули, които са максимално удобни за използване от посетителите, и от които те да могат да получат достатъчно информация за всички експонати. През 2016 година са оформени помещения за фондохранилища, както и нова по-просторна научна библиотека. За да бъде музея на едно от водещите места в страната е необходимо той да разполага с изключително атрактивни елементи, които нямат аналог. Точно поради тази причина през 2015 година в сградата на музея е изграден дигитален планетариум с капацитет 50 души. Той е първия планетариум в Пловдив и първия публичен дигитален планетариум в България. Съоръжението е изключително модерно и дава огромни възможности за презентации не само на космическа тематика, но и на всяка друга

## Библиотека
Той е методичен център на природонаучните музеи, отдел „Природа“ и музейните сбирки в Южна България. Регионалният природонаучен музей – Пловдив е втори по големина и богатство музей в страната, с модерна и съвременно оформена експозиция, със засилена природозащитна идея. Библиотеката в Природонаучен музей Пловдив е създадена на 5 октомври 1952 г., когато са заведени първите няколко тома книги.
Постепенно с идването на млади специалисти в музея, които имат научни интереси, дало отражение върху обогатяването на библиотеката и нейното развитие. Изписани са много български периодични списания като: „Трудове на българското природоизпитателно дружество“, „Известия на Царските Природонаучни институти“, „Известия на българското Природоизпитателно дружество“, „Годишник на Софийския университет“, „Сборник за защита на природата“, „Периодично списание на Българското книжовно дружество“ и „Флора на СССР“, „Флора на Румъния“, много ценни определители и справочници.
Библиотеката разполага с почти пълно събрани томове на акад. Иван Буреш, акад. Иван Костов, акад. Стефан Петков и някои други учени, посветили научната дейност върху българската природа. С издаването на т. I и II от „Известия на Природонаучния музей Пловдив“ и „Известия на музеите от Южна България“ даде възможност да се започне книгообмен със сродни институти и музеи и в чужбина.
От 1967 г. музеят разполага с отделно помещение за библиотека, което позволи библиотечният фонд да бъде разпределен по отдели – Геология, Ботаника, Зоология, природни списания и други. По своя характер библиотеката при музея е строго специализирана с природонаучен характер. Преобладават книги на руски език, български, немски, английски и други. Днес библиотеката при музея притежава 7740 тома книги.